# San Lazzaro degli Armeni
San Lazzaro degli Armeni (in armeno Սուրբ Ղազար կղզի?, Surb Ghazar kghzi, in veneto San Lazaro de i Armèni) è una piccola isola nella laguna di Venezia, di 7000 m², che si trova vicina alla costa ovest del Lido di Venezia ed è completamente occupata da un monastero, casa madre dell'Ordine mechitarista. L'isola è uno dei primi centri del mondo di cultura armena.

## Storia
L'isola, prima di diventare "degli Armeni" fu:
- nel IX secolo, sede dei benedettini di Sant'Ilario;
- nel XII secolo, casa dei lebbrosi;
- nel '500, alloggio per malati e poveri;
- nel '600, dimora per domenicani espulsi da Creta;
- nel '700, dopo un periodo di totale abbandono, accolse una confraternita di padri Armeni, fuggiti dalla propria terra in seguito all'invasione turca.

L'isolotto, trovandosi ad una certa distanza dalle isole principali che formano il centro storico di Venezia, era nella posizione ideale per lo stazionamento in quarantena e fu perciò usato dal XII secolo come lebbrosario (lazzaretto), ricevendo il relativo nome da San Lazzaro mendicante, patrono dei lebbrosi.

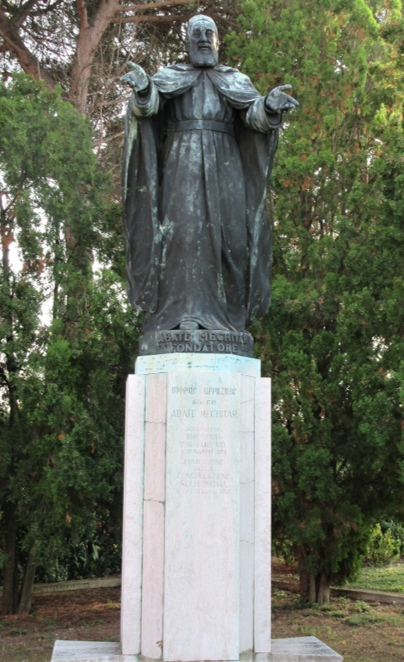
Statua dell'abate Mechitar

Nel 1716 Mechitar andò a visitare l'isola di San Lazzaro.
Abbandonata nel XVI secolo, il 26 agosto 1717 fu data dalla Repubblica di Venezia a un gruppo di monaci armeni in fuga dalla greca Modone, nel Peloponneso del sud-ovest. L'8 settembre dello stesso anno, Mechitar e i suoi monaci presero possesso dell'isola, dove presto cominciarono a restaurarne la chiesa e i vecchi edifici. L'obiettivo di Mechitar, oltre al restauro, era quello di costruirne di nuovi e recuperare i terreni circostanti, pensando anche ad un accurato giardino.
Nel 1740 terminarono i lavori e i monaci poterono darsi allo studio ed educare i nuovi discepoli. L'isola si trasformò in un centro di cultura e scienza, destinato a mantenere in vita la lingua, la letteratura, le tradizioni e i costumi del popolo armeno.
Nel 1789 venne aggiunto un nuovo padiglione, in cui sorse la prima piccola tipografia; così i monaci non dovettero più ricorrere alle tipografie veneziane e poterono diffondere autonomamente la lingua e la cultura armena, con una macchina da stampa che produsse lavori in 38 lingue e dieci alfabeti.
Dopo che, tra il 1823-25, venne costruita una nuova tipografia, venne pure allestita una biblioteca.
A San Lazzaro degli Armeni sono conservati circa 170.000 volumi, di cui 4.500 sono manoscritti, e molti altri manufatti arabi, indiani (un trono principesco del XIII secolo in tek con intagli eburnei) ed egiziani, tra cui la mummia di Nehmeket. Vi si trova anche un testo in pali scritto con il sistema bustrofedico.

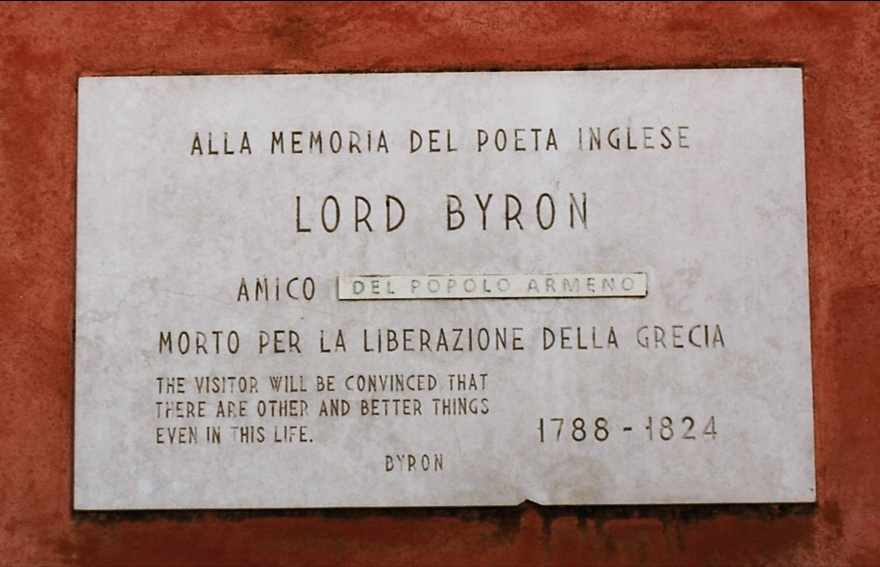

La comunità e i suoi edifici furono risparmiati durante l'invasione napoleonica; sebbene, infatti, l'imperatore avesse dato ordine di abbattere tutti i monasteri di Venezia, il 17 agosto del 1810, con provvedimento firmato e consegnato ai Padri alla vigilia della festa della Natività di Maria, decretò di preservare la comunità dei monaci armeni, in quanto il monastero venne considerato a tutti gli effetti una accademia di scienze e pertanto poteva godere della protezione imperiale. Dopo la caduta di Napoleone, nel 1814 Francesco I, imperatore austro-ungarico, constatate le dimensioni ridotte del territorio rispetto alla crescente attività della comunità, decide di cedere un pezzo della laguna ai mekhitaristi per ampliare i possedimenti armeni, che raggiungono così una superficie di 15 000 m². Un'altra fase di espansione si avrà a metà del Novecento, quando l'abate Serafino decide di ampliare l'isola, che raggiungerà così gli attuali 30 000 m².
L'isola ha, inoltre, una lunga tradizione di ospitalità agli eruditi e agli allievi armeni e no, fra i quali anche Lord Byron che vi studiò l'armeno lì nel 1816.
Secondo una leggenda, nel 1907 Iosif Stalin, quando dovette lasciare la Russia, qui lavorò come campanaro.

## Galleria d'immagini

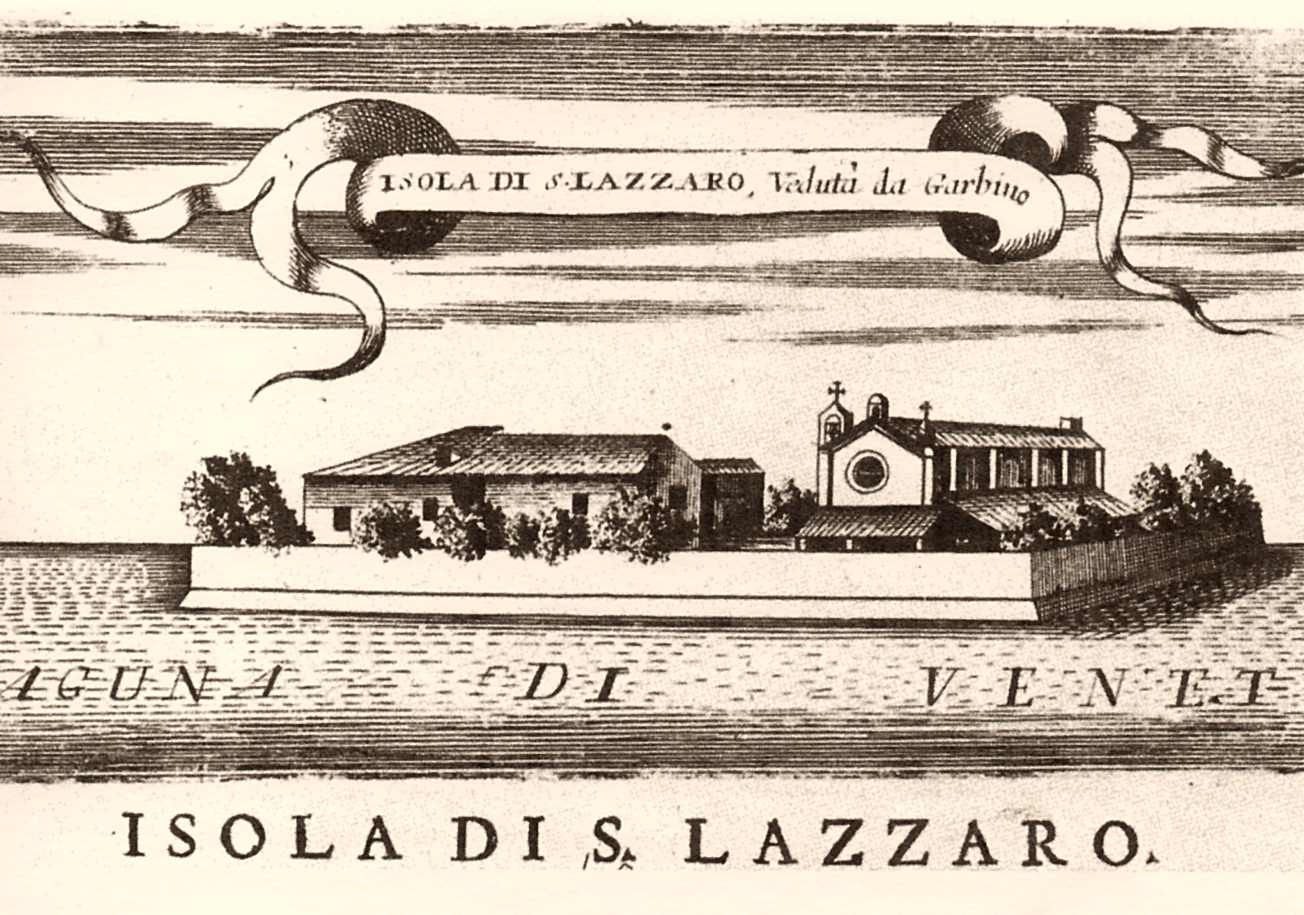
Vincenzo Coronelli, Isolario
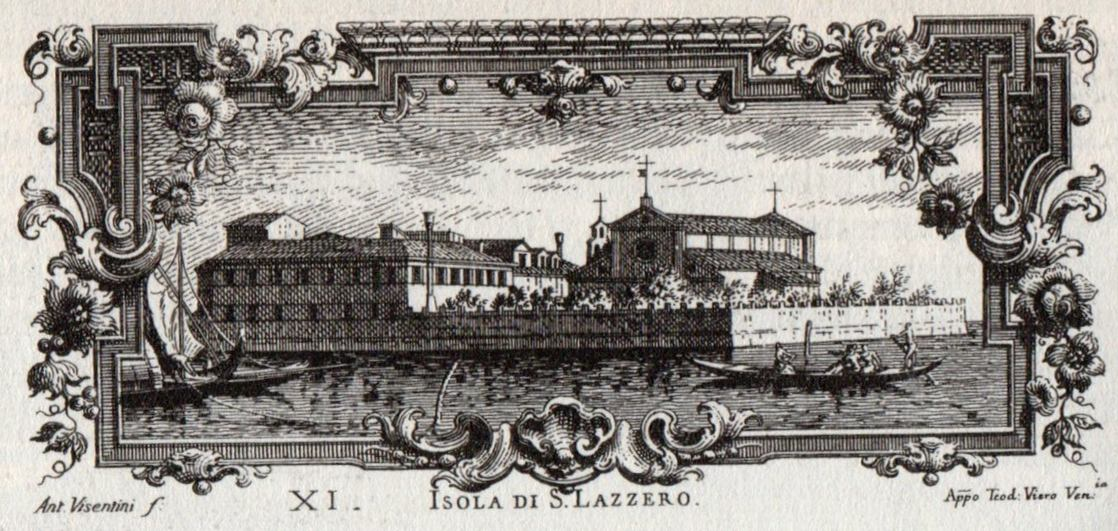
Antonio Visentini, Isolario Veneto, 1777
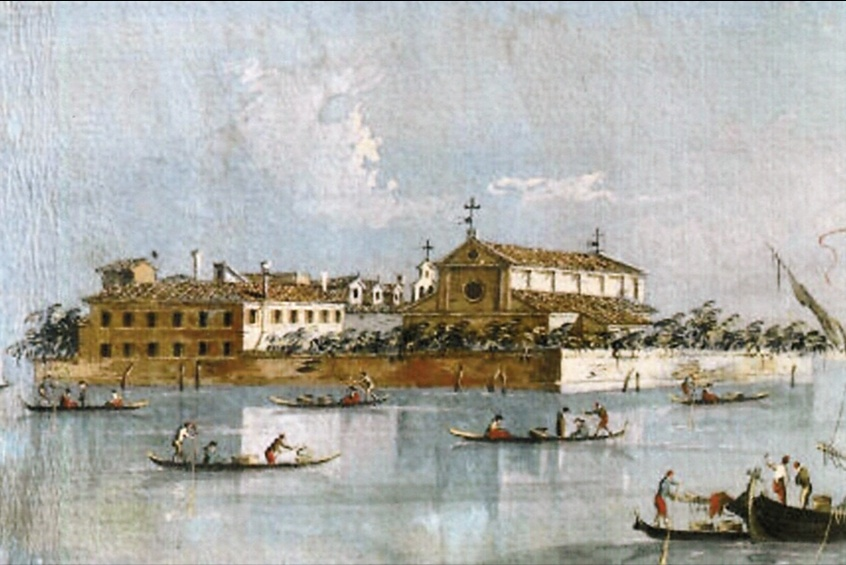
Giacomo Guardi, Isola di San Lazzaro
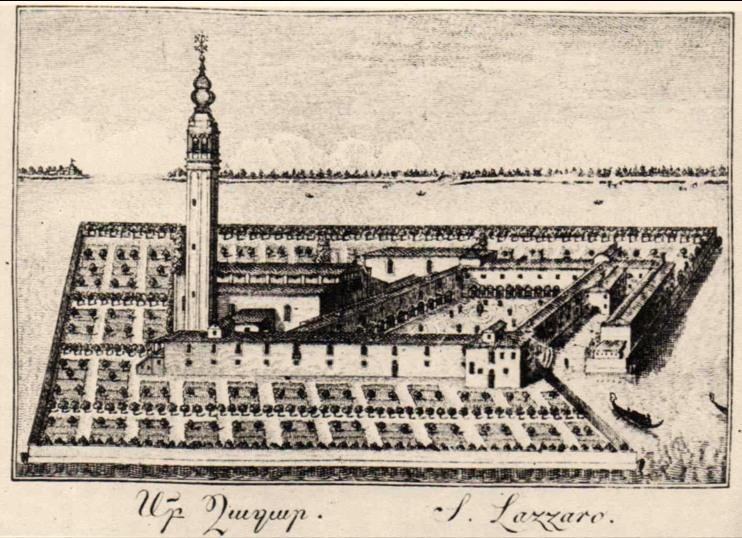
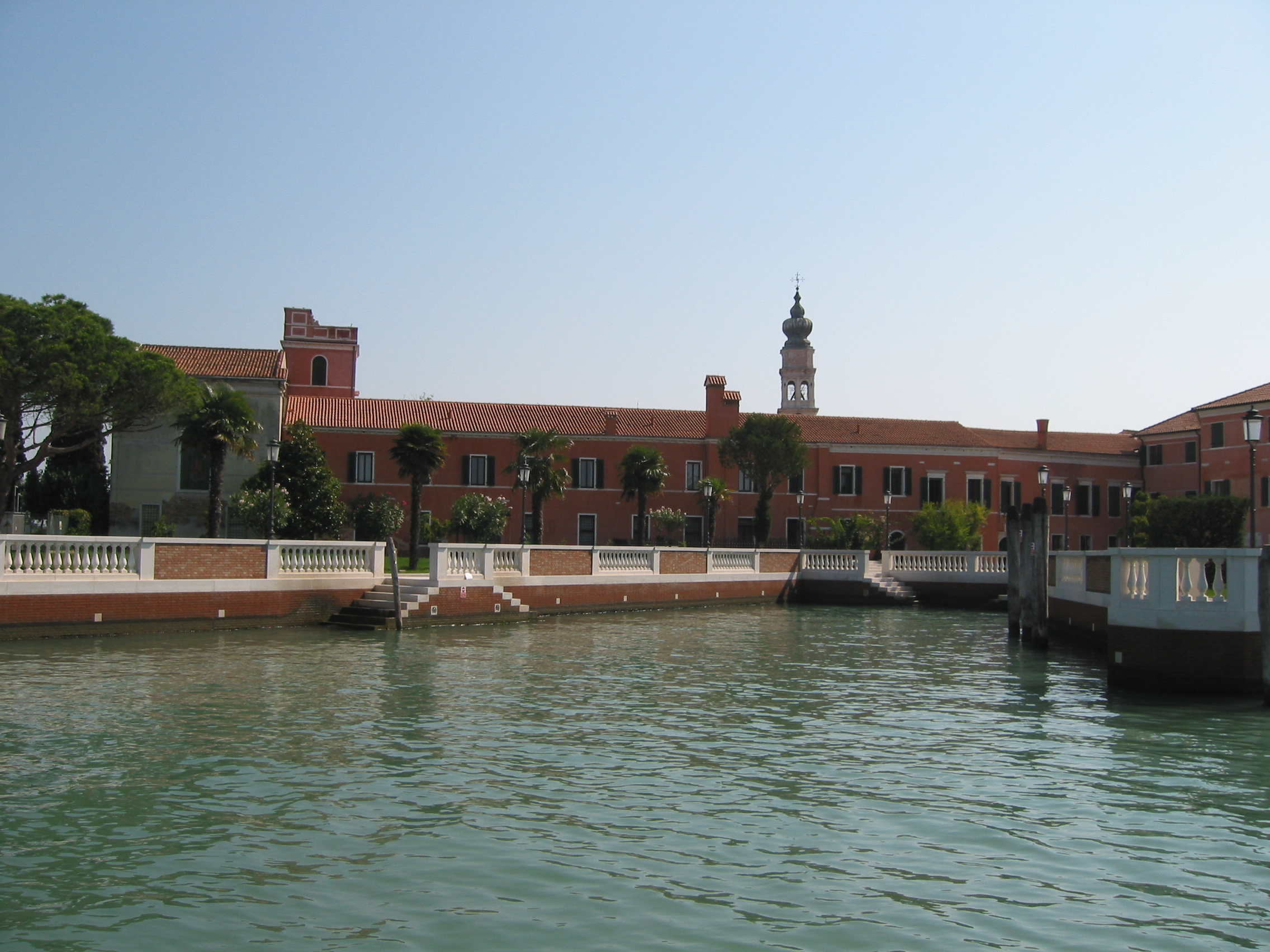
Approdo sull'isola
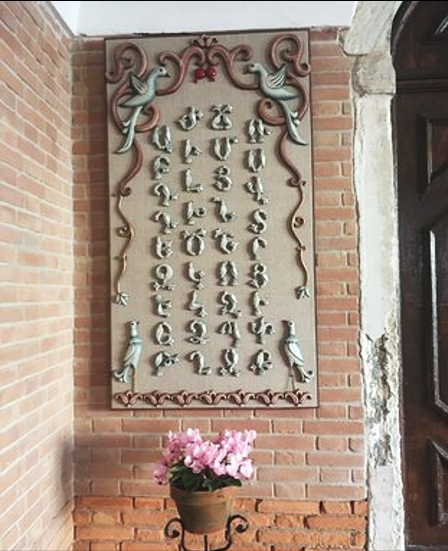
L'alfabeto armeno
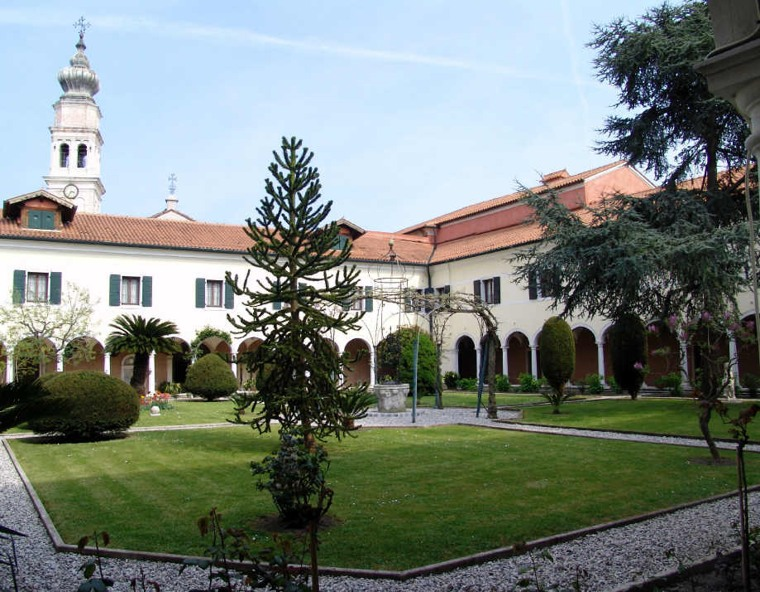
Il chiostro
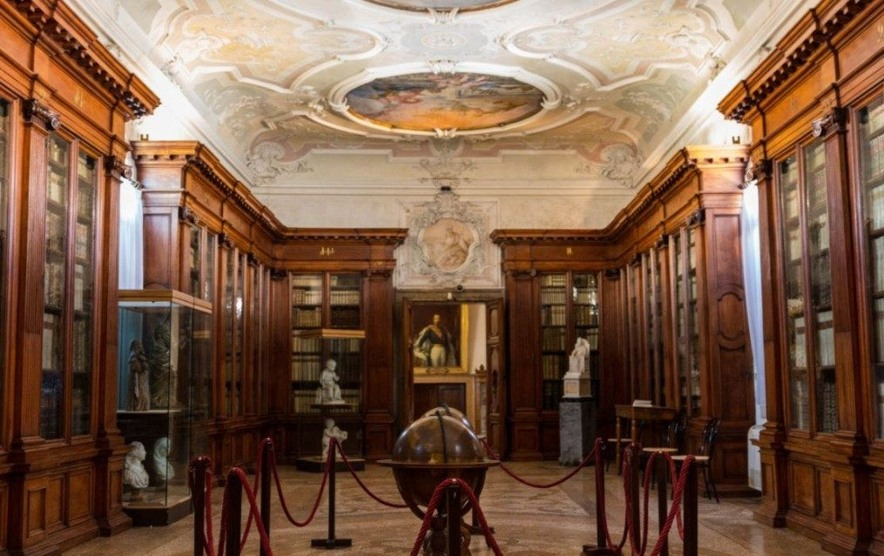
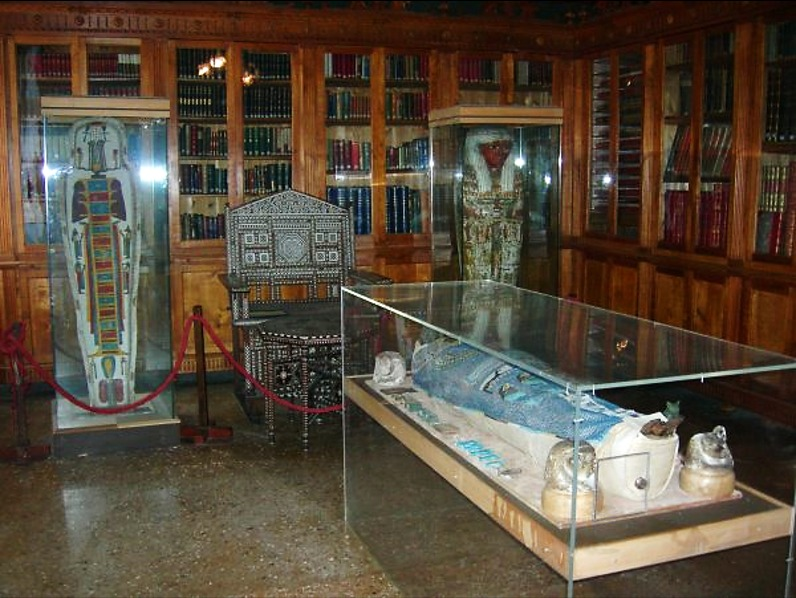
Il museo
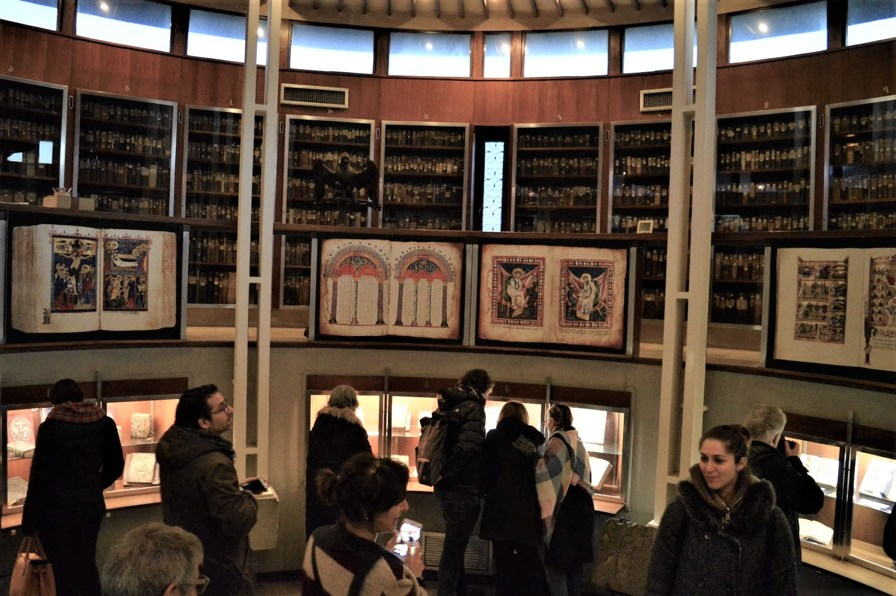
La biblioteca
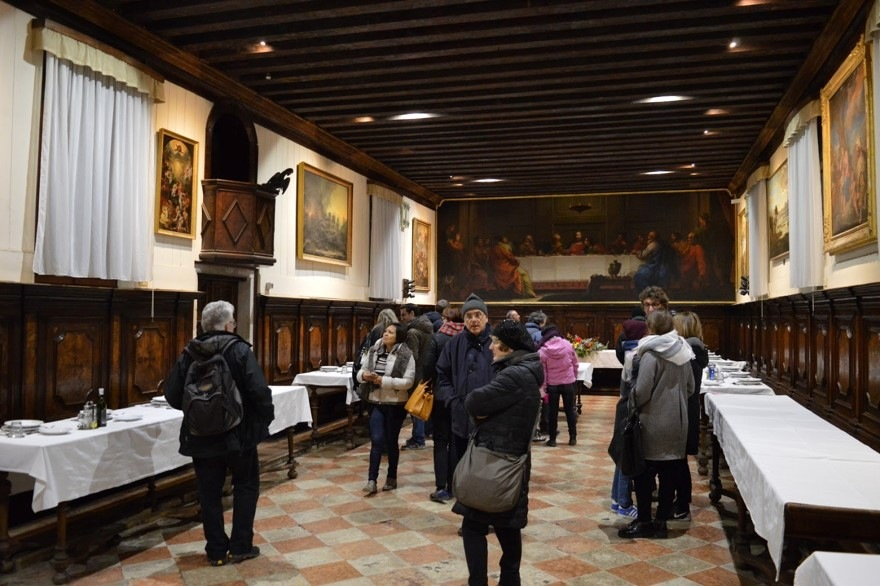
Il refettorio
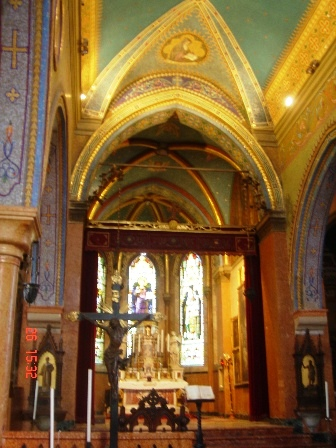
Chiesa di San Lazzaro

## Edifici dell'isola
Nell'atrio che conduce alla chiesa ci sono due sarcofagi. Uno contiene le ceneri di Costantino Zuchola, curatore e benefattore dell'antico ospedale. L'altro, di marmo bianco, è vuoto: fu richiesto per sé da Sir Alex Raphael, figlio del fondatore del Collegio, che morì all'estero, così il suo desiderio di riposare lì non fu realizzato.
Su ogni lato dell'entrata ci sono due colonne di marmo rosso, originariamente nella chiesa ma spostate qui durante le migliorie apportate, conclusesi nel 1901 per il festeggiamento del bicentenario. Un'incisione su ciascun lato della porta, in armeno e latino, commemora la visita di papa Pio VII al monastero nel 1800.
L'attuale chiesa fu eretta su un vecchio edificio preesistente, del XII secolo. Il tetto dritto fu sostituito con un tetto a volta e i pilastri di pietra con colonne di marmo rosso. Le vetrate policrome delle finestre sono moderne: quella nel mezzo rappresenta San Lazzaro; quella di destra San Mesrop Mashtots, inventore dell'alfabeto armeno; quella di sinistra Sant'Isacco.
Ai piedi dell'altare maggiore riposa il fondatore e primo abate, Mechitar. Lo mostra una lapide marmorea che riporta un'iscrizione armena. Cinque gradini conducono a quest'altare che, come gli altri nella chiesa, è costruito con diverse varietà di marmi.
Oltre all'altare maggiore, nella chiesa ce ne sono altri quattro. Quello nel coro, alla sinistra del visitatore, reca un crocifisso in fine marmo bianco. L'altare sulla destra è dedicato a san Gregorio. Il quadro, moderno, è un'opera di Noè Bordignon e rappresenta il santo che battezza il re armeno Tiridate. Vi è poi un altare dedicato a sant'Antonio, patrono di tutti gli ordini monastici orientali. La pala di questa altare è di Zugno, allievo del Tiepolo. L'altare della Vergine Benedetta è decorato da una pala che raffigura la Natività della Vergine, realizzata dal Maggiotto.
Nel 1901, in celebrazione della commemorazione per il bicentenario, la Regina Madre d'Italia donò alla chiesa una tenda per l'altare maggiore, usata come paramento nei giorni di grande festa.

## Curiosità

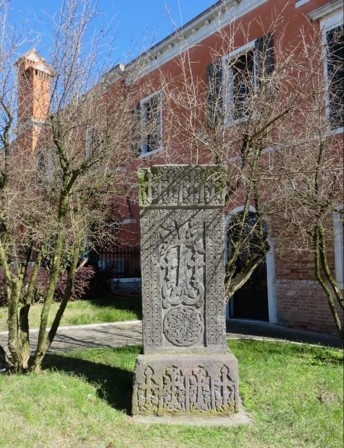

- Un fatto curioso, che lega Venezia alla cultura armena, è che tutt'oggi nel veneto veneziano l'albicocca è chiamata armełín ovvero "[frutto] armeno"; il nome scientifico dell'albero è difatti armeniaca, a causa del tradizionale luogo d'origine dalla pianta.
- Khachkar  è una parola armena, che significa "croce di pietra". Nell'isola di San Lazzaro è visibile un autentico khatchkar del XIII secolo. Fu un regalo della Repubblica Armena al Veneto, in ricordo dei legami tra Armenia e Venezia e come segno di speranza per il futuro.
- I monaci dell'Isola di San Lazzaro coltivano nel giardino del convento molti rosai, che vengono utilizzati per produrre la vartanush, una marmellata di petali di rosa.

## Trasporti
L'isola è servita della linea di navigazione 20 (S.Zaccaria-San Servolo-San Lazzaro), gestita da Actv.